# Lysmata grabhami
Lysmata grabhami är en kräftdjursart som först beskrevs av Gordon 1935.  Lysmata grabhami ingår i släktet Lysmata och familjen Hippolytidae. Inga underarter finns listade i Catalogue of Life.

## Bildgalleri

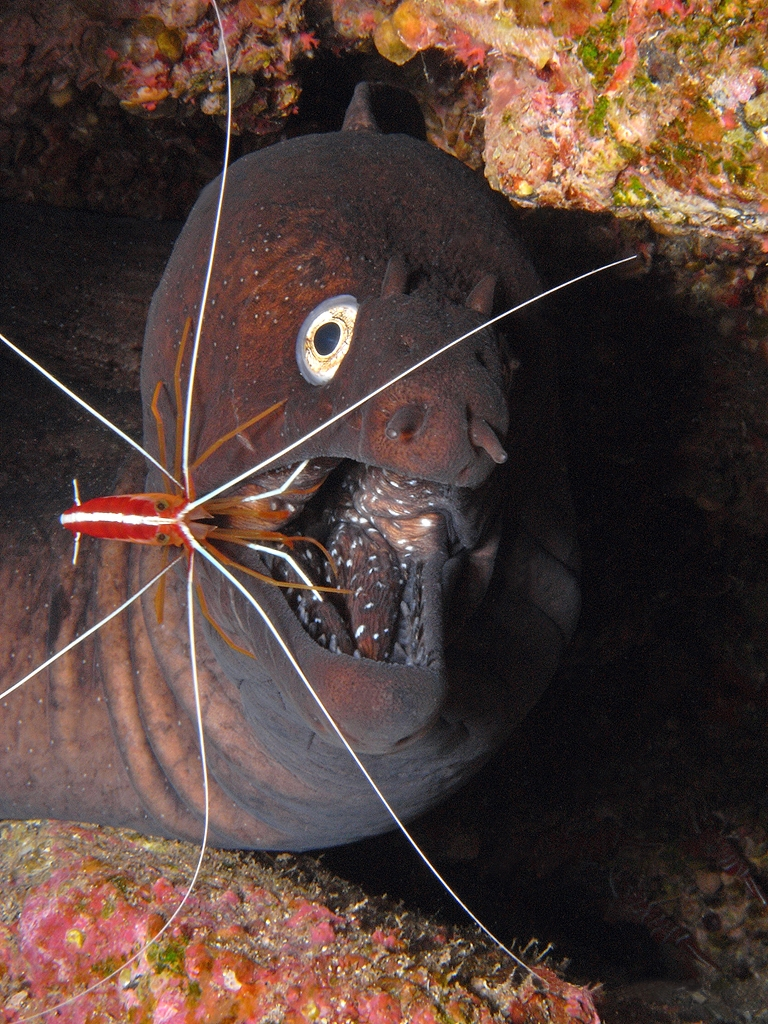
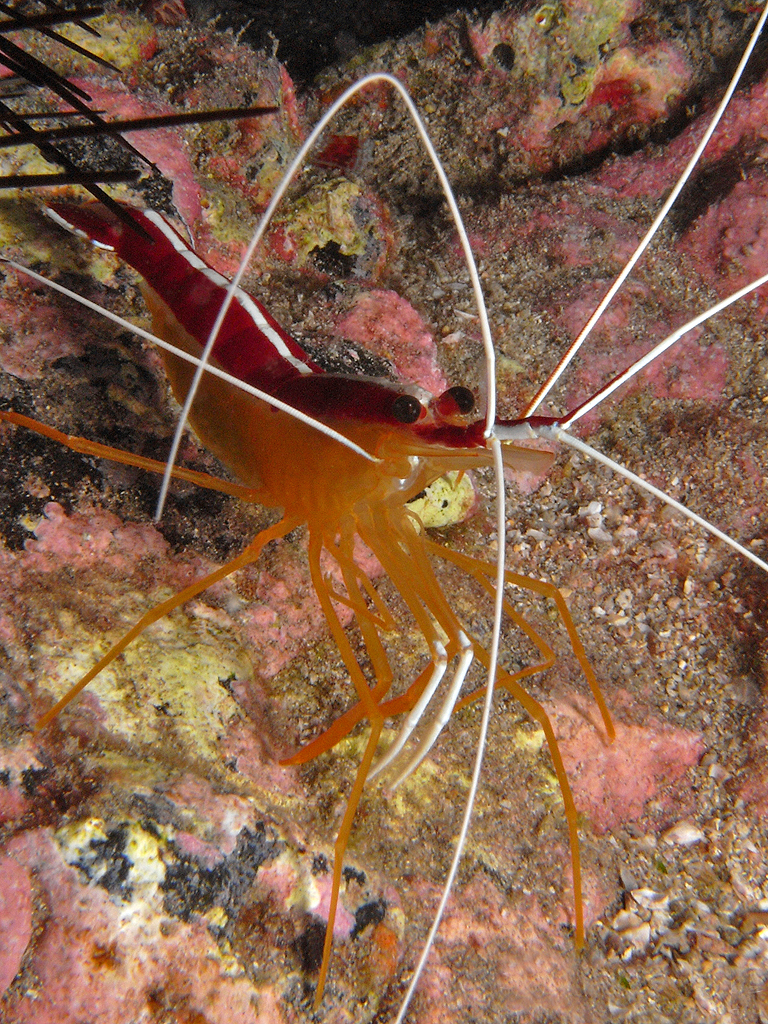
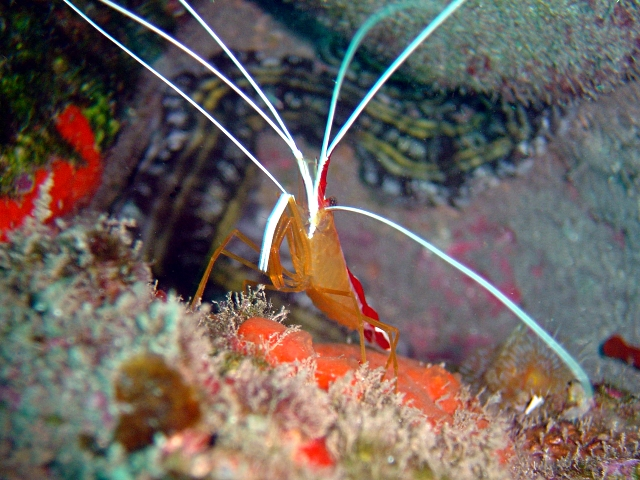
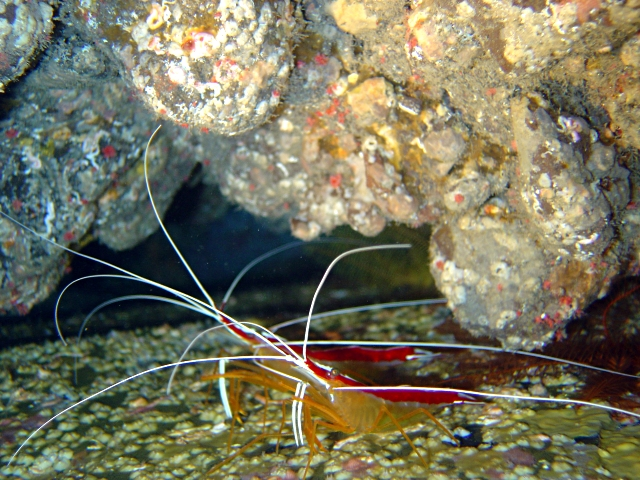